# Саттерз-Милл (метеорит)
Са́ттерз-Милл (англ. Sutter’s Mill) — крупный метеорит, взорвавшийся над штатом Вашингтон 22 апреля 2012 года с мощностью, аналогичной 4 килотоннам тротила. Осколки метеорита общей массой около 1 кг были обнаружены в Калифорнии. Исследование метеорита показало, что он принадлежит к неизвестному ранее классу углистых хондритов и сформировался в самом начале существования Солнечной системы. В частности в нём был обнаружен ольдхамит — неустойчивый минерал, содержащий кальций и серу и легко разрушающийся под действием воды. Консорциум по изучению метеорита составили более 40 учёных.

## Название
Метеорит получил название по месту обнаружения двух его фрагментов, которые упали в историческом районе бывшей  лесопилки (букв. пильной мельницы) Саттера (англ. Sutter’s [Saw] Mill), при строительстве которой в конце первой половины XIX века было обнаружено калифорнийское самородное золото, и эта находка положила начало  калифорнийской «золотой лихорадке» того времени.